# El cielo sobre Barlín
El cielo sobre Barlín es el vigésimo episodio de la novena temporada de la serie de televisión Aída. Fue emitido en Telecinco el 25 de marzo de 2012 con un 18,2% de cuota de pantalla y 3.727.000 espectadores.

## Argumento
Fidel y Macu empiezan a buscar compañero de piso tras la marcha de Lorena. Sin embargo Fidel le comunica a Macu que ha alquilado a un tal Braulio y le dice que es de un pueblo cercano al suyo. Pero es de Barlín, el pueblo enemigo de Sotillo desde 1981. Así que Macu llama a Mecos y a Jonathan para ayudarla. Por otro lado Germán ayuda a Mauricio a llevar las cuentas del bar y descubre que el problema son los empleados: Soraya, Osvaldo, Néstor y Mauricio. Así que siguen el método CO-CO-CO, pero los empleados no lo aguantan más.
También Soraya está harta de que Aidita pase demasiado tiempo con Eugenia y Chema le regala una trompeta. Por supuesto, Eugenia no la soporta. Por último, Barajas y Luisma planean hacer un trío con una chica y Barajas da mucha grima ya que tiene ladillas. Por eso Luisma decide hacer el trío con Germán, pero Barajas no quiere ser un marginado.

## Reparto extra
- Lara (Beatriz Ros)
- Germán Roncero Hoffman (Rafael Ramos)
- Braulio (José Troncoso)